# Колесов Лог
Колесов Лог — деревня в Никольском районе Вологодской области.
Входит в состав Вахневского сельского поселения, с точки зрения административно-территориального деления — в Лобовский сельсовет.
Расстояние до районного центра Никольска по автодороге — 64 км, до центра муниципального образования Вахнево по прямой — 21 км. Ближайшие населённые пункты — Зеленая Грива, Малиновка, Осиновая Гарь.
По переписи 2002 года население — 21 человек (13 мужчин, 8 женщин). Всё население — русские.